# Поносов, Михаил Петрович
Михаи́л Петро́вич По́носов (16 июня 1915, Кизел — 31 октября 2002, Челябинск) — советский лыжник, выступавший на всесоюзном уровне в 1930—1960-х годах. Серебряный призёр чемпионата СССР, чемпион Вооружённых Сил, чемпион центральных советов спортивных обществ «Буревестник», «Спартак», «Дзержинец», «Строитель», «Медик», первый мастер спорта СССР по лыжным гонкам в Челябинской области. Известен как участник многих любительских и ветеранских соревнований по лыжному спорту.

## Биография
Родился 16 июня 1915 года в городе Кизеле Соликамского уезда Пермской губернии. В возрасте восемнадцати лет окончил техническое училище и в 1933 году по распределению отправился работать на шахте в Копейске. Там начал активно заниматься лыжными гонками, спустя три года вошёл в основной состав сборной команды Челябинской области и дебютировал в зачёте всесоюзного первенства — на соревнованиях в Ленинграде стартовал в гонке на 50 км и занял итоговое 12 место. В 1938 году одержал победу на первенстве Вооружённых Сил, тогда как на чемпионате СССР в Свердловске вошёл в десятку сильнейших в индивидуальной гонке на 20 км, финишировал одновременно с прославленным свердловским лыжником Василием Нагибиным.
Наибольшего успеха на всесоюзном уровне добился в сезоне 1940 года, когда стал чемпионом центрального совета добровольного спортивного общества «Буревестник» и затем завоевал серебряную медаль на чемпионате СССР в Москве в гонке на 50 км, уступив лидерство одному из лучших лыжников страны Андрею Карпову. За это выдающееся достижение удостоен звания «Мастер спорта СССР» (является первым мастером спорта по лыжным гонкам в Челябинской области).
Во время Великой Отечественной войны служил рядовым в районном военном комиссариате Усть-Майского улуса в Якутии. По окончании войны вернулся на постоянное жительство в Челябинск.
Впоследствии ещё в течение многих лет оставался действующим спортсменом и продолжал принимать участие в крупнейших соревнованиях всесоюзного значения. Неоднократно побеждал на первенствах РСФСР, в 1945 году выиграл первенство центрального совета добровольного спортивного общества «Спартак», в 1950—1960-х годах побеждал на первенствах центральных советов таких спортивных обществ как «Дзержинец», «Строитель», «Медик».
После выхода на пенсию не оставил лыжный спорт, начиная с 1980 года регулярно выступал на различных любительских и ветеранских соревнованиях. Так, в 1990 году стал чемпионом СССР по лыжным гонкам в своей возрастной категории на дистанциях 10 и 20 км. Входил в состав ветеранской российской национальной сборной, дважды выступал на чемпионатах мира среди ветеранов, участвовал в международных соревнованиях в Германии, США, Норвегии, Финляндии. В 2002 году в возрасте 87 лет на проходивших в Екатеринбурге лыжных соревнованиях классическим ходом преодолел трёхкилометровую дистанцию за 19 минут 57 секунд.
Погиб в автокатастрофе в 2002 году.
С 2003 года ежегодно в Челябинске проводится спортивный праздник «Сверкающая лыжня», посвящённый памяти Михаила Петровича Поносова.